# کوه ویکتوریا (پاپوآ گینه نو)
کوه ویکتوریا (به لاتین: Mount Victoria) یک کوه در پاپوآ گینه نو است که در استان مرکزی (پاپوآ گینه نو) واقع شده‌است. کوه ویکتوریا ۴٬۰۳۸ متر بالاتر از سطح دریا واقع شده‌است.